# Henri Duvillard
Henri Duvillard (ur. 23 grudnia 1947 w Megève) – francuski narciarz alpejski.

## Kariera
Po raz pierwszy w zawodach Pucharu Świata wystartował 28 stycznia 1967 roku w Megève, gdzie zajął 18. miejsce w zjeździe. Pierwsze punkty (do sezonu 1978/1979 punktowało tylko dziesięciu najlepszych zawodników) zdobył dzień później w tej samej miejscowości kończąc giganta na dziesiątej pozycji. Po raz pierwszy na podium zawodów tego cyklu stanął 12 grudnia 1968 roku w Val d’Isère, zajmując trzecie miejsce w gigancie. W zawodach tych wyprzedzili go jedynie Austriak Karl Schranz i kolejny Francuz, Bernard Orcel. W kolejnych startach jeszcze 19 razy stawał na podium, odnosząc przy tym sześć zwycięstw: 24 stycznia 1969 roku w Megève, 10 stycznia 1970 roku w Wengen i 13 grudnia 1970 roku w Sestriere wygrywał zjazdy, a 9 stycznia 1971 roku w Madonna di Campiglio, 9 stycznia 1972 roku w Berchtesgaden i 19 stycznia 1973 roku w Megève był najlepszy w gigantach. Ostatni raz w najlepszej trójce znalazł się 4 lutego 1973 roku w Sankt Anton am Arlberg, zajmując trzecie miejsce w slalomie. W sezonach 1970/1971 i 1971/1972 zajmował drugie miejsce w klasyfikacji generalnej, w obu przypadkach ulegając tylko Włochowi Gustavowi Thöniemu. Był też między innymi drugi w klasyfikacji zjazdu w sezonie 1968/1969 oraz trzeci w sezonie 1969/1970.
Wystąpił na igrzyskach olimpijskich w Sapporo w 1972 roku, gdzie zajął 19. miejsce w zjeździe, giganta nie ukończył, a w slalomie był czwarty. Walkę o medal przegrał tam z Włochem Rolandem Thönim o 0,15 sekundy. Brał też udział w mistrzostwach świata w Val Gardena dwa lata wcześniej, gdzie zajął 25. miejsce w zjeździe, a rywalizacji w gigancie nie ukończył.
Jego brat, Adrien Duvillard, bratanek Adrien Duvillard Junior oraz żona, Britt Lafforgue także reprezentowali Francję w narciarstwie alpejskim.

## Osiągnięcia

### Igrzyska olimpijskie
| Miejsce | Dzień     | Rok  | Miejscowość | Konkurencja | Czas biegu | Strata | Zwycięzca                 |
| ------- | --------- | ---- | ----------- | ----------- | ---------- | ------ | ------------------------- |
| 19.     | 7 lutego  | 1972 | Sapporo     | Zjazd       | 1:51,43    | +3,70  | Bernhard Russi            |
| DNF1    | 10 lutego | 1972 | Sapporo     | Gigant      | 3:09,62    | –      | Gustav Thöni              |
| 4.      | 13 lutego | 1972 | Sapporo     | Slalom      | 1:49,27    | +1,18  | Francisco Fernández Ochoa |

### Mistrzostwa świata
| Miejsce | Dzień     | Rok  | Miejscowość | Konkurencja | Czas biegu | Strata | Zwycięzca                 |
| ------- | --------- | ---- | ----------- | ----------- | ---------- | ------ | ------------------------- |
| 25.     | 15 lutego | 1970 | Val Gardena | Zjazd       | 2:24,57    | +5,23  | Bernhard Russi            |
| DNF2    | 10 lutego | 1970 | Val Gardena | Gigant      | 4:19,19    | –      | Karl Schranz              |
| 19.     | 7 lutego  | 1972 | Sapporo     | Zjazd       | 1:51,43    | +3,70  | Bernhard Russi            |
| DNF1    | 10 lutego | 1972 | Sapporo     | Gigant      | 3:09,62    | –      | Gustav Thöni              |
| 4.      | 13 lutego | 1972 | Sapporo     | Slalom      | 1:49,27    | +1,18  | Francisco Fernández Ochoa |

### Puchar Świata

#### Miejsca w klasyfikacji generalnej
- sezon 1966/1967: 42.
- sezon 1968/1969: 6.
- sezon 1969/1970: 8.
- sezon 1970/1971: 2.
- sezon 1971/1972: 2.
- sezon 1972/1973: 11.

#### Miejsca na podium w zawodach
1. Val d’Isère – 12 grudnia 1968 (gigant) – 3. miejsce
2. Kitzbühel – 16 stycznia 1969 (zjazd) – 3. miejsce
3. Megève – 24 stycznia 1969 (zjazd) – 1. miejsce
4. Val Gardena – 14 lutego 1969 (zjazd) – 2. miejsce
5. Wengen – 10 stycznia 1970 (zjazd) – 1. miejsce
6. Megève – 23 stycznia 1970 (zjazd) – 3. miejsce
7. Jackson Hole – 21 lutego 1969 (zjazd) – 3. miejsce
8. Sestriere – 13 grudnia 1970 (zjazd) – 1. miejsce
9. Madonna di Campiglio – 9 stycznia 1971 (gigant) – 1. miejsce
10. Adelboden – 18 stycznia 1971 (gigant) – 3. miejsce
11. Sugarloaf – 18 lutego 1971 (zjazd) – 2. miejsce
12. Sugarloaf – 21 lutego 1971 (gigant) – 3. miejsce
13. Heavenly Valley – 27 lutego 1971 (gigant) – 2. miejsce
14. Val d’Isère – 9 grudnia 1971 (gigant) – 3. miejsce
15. Berchtesgaden – 9 stycznia 1972 (slalom) – 1. miejsce
16. Kitzbühel – 14 stycznia 1972 (zjazd) – 2. miejsce
17. Kitzbühel – 15 stycznia 1972 (zjazd) – 2. miejsce
18. Heavenly Valley – 2 marca 1972 (gigant) – 2. miejsce
19. Megève – 19 stycznia 1973 (gigant) – 1. miejsce
20. Sankt Anton – 4 lutego 1973 (slalom) – 3. miejsce